# Auguste Hervieu
Pour les articles homonymes, voir Hervieu.

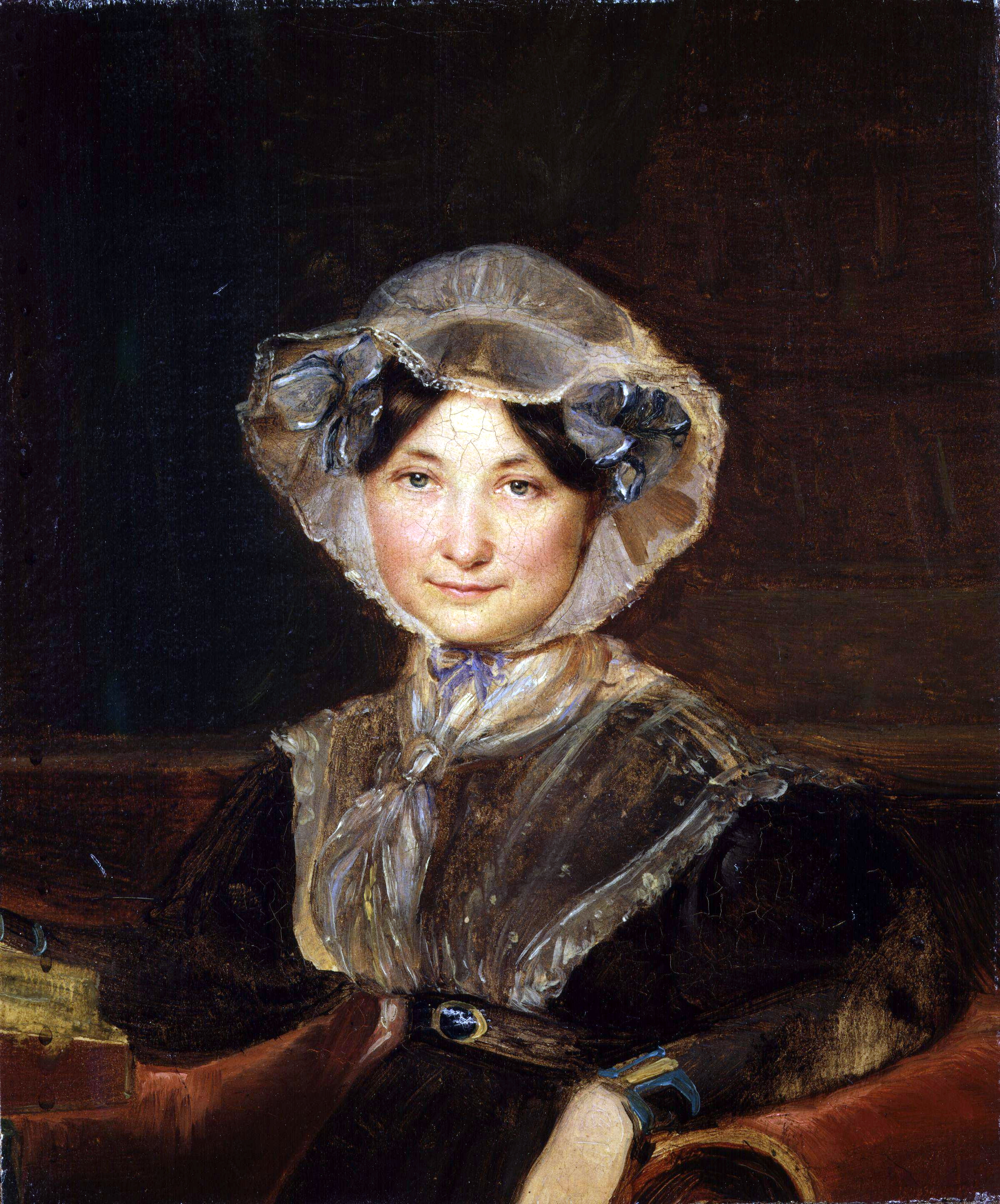
Frances Trollope peinte par Auguste Hervieu, v. 1832

Auguste Jean Jacques Hervieu, né le 10 août 1795 au Pecq et mort le 1er décembre 1880 à Lausanne,, est un peintre français, aquafortiste et illustrateur de livres, ayant travaillé à Londres.

## Biographie
Son père est colonel dans l'armée de Napoléon. Il étudie à l'école militaire jusqu'à la mort de son père.  Il est admis à l'École des beaux-arts de Paris le 3 février 1817. Il est alors l'élève d'Antoine-Jean Gros et aurait également étudié auprès d'Anne-Louis Girodet de Roussy-Trioson.
Auguste Hervieu est exilé de France en 1823 pour sa politique anti-royaliste à l'époque de Louis XVIII, et il s'installe en Angleterre. Il travaille à Londres comme peintre et illustrateur.  Jeune homme cherchant à gagner sa vie, il se rend en Amérique en novembre 1827 avec l'écrivaine Frances Trollope comme tuteur de ses enfants : l'un des enfants est le romancier Anthony Trollope . Il réalise les illustrations des livres de Frances Trollope Domestic Manners of the Americans (1832) et A Summer in Brittany (1840), The Broad Arrow d' Oliné Keese (1859)  et d'autres. Il se marie à Londres en 1844.
Auguste Hervieu expose en 1858 à la Royal Academy, à la Suffolk Street Gallery et à la British Institution de 1819 à 1858. Les portraits qui subsistent comprennent Frances Trollope, et probablement Anthony ou Henry Trollope enfant, l'ingénieur James Watt ; et le cuisinier de la société Charles Elmé Francatelli,.

## Musées et galeries
- National Portrait Gallery, Londres (9 portraits) [7].
- Bibliothèque Redwood et Athenaeum (1 portrait) [4].

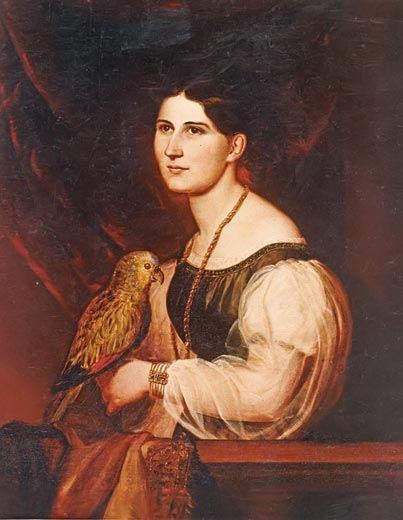
Portrait à l'huile de Mary Custis Lee, 1830.
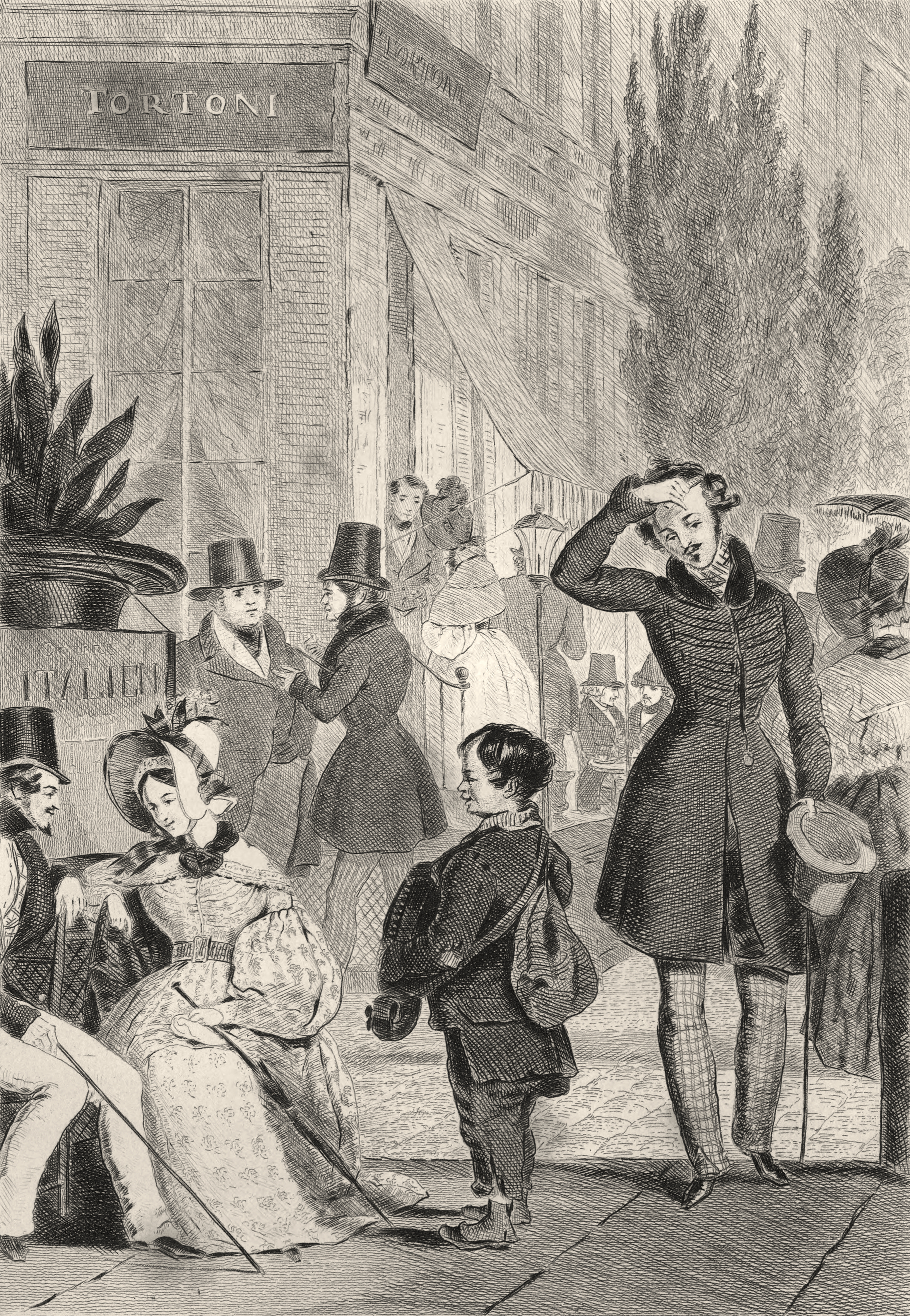
Gravure Boulevard des Italiens (Paris), 1835.
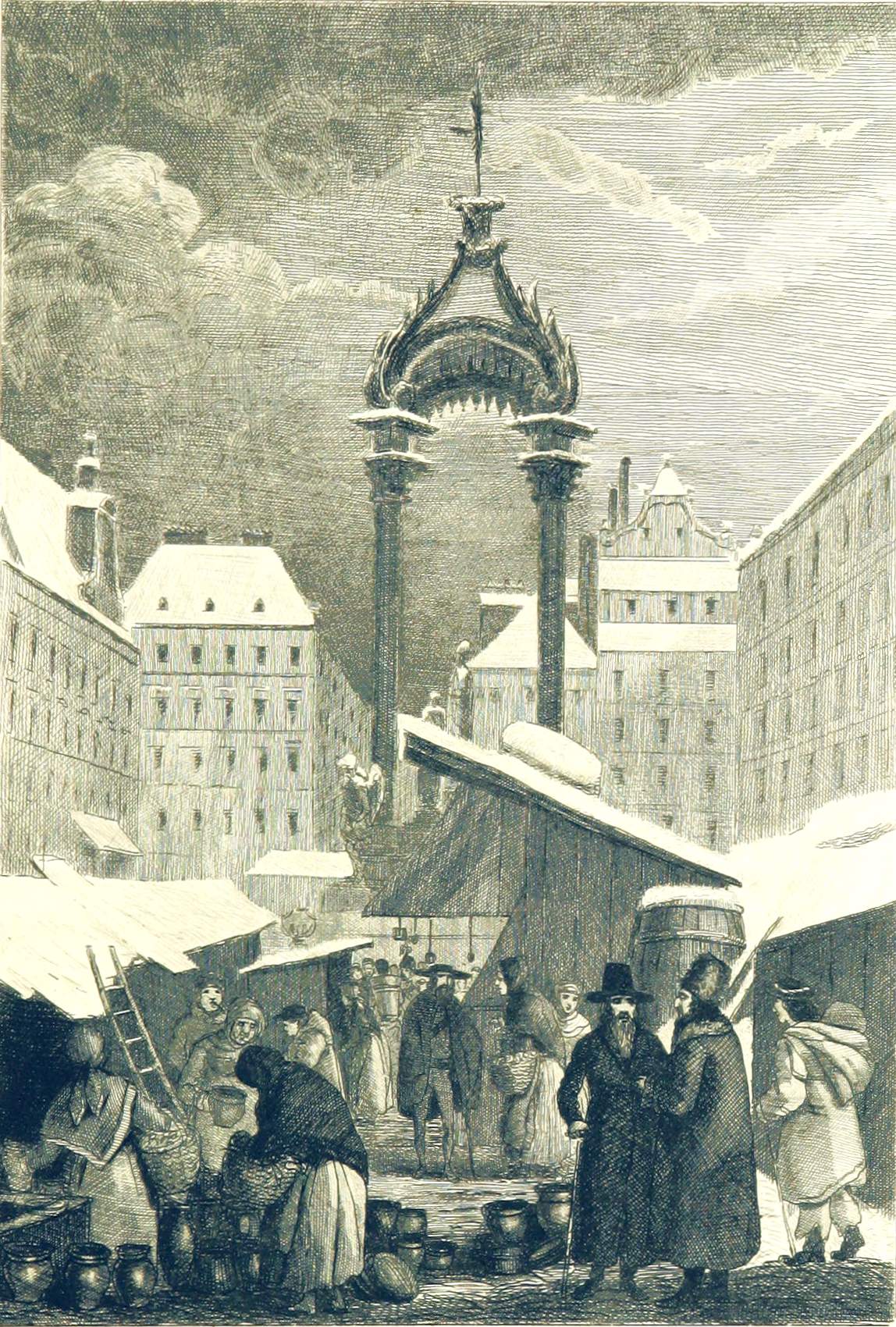
Foire de Novembre au Hoher Markt, 1838, dessiné et gravé par Hervieu
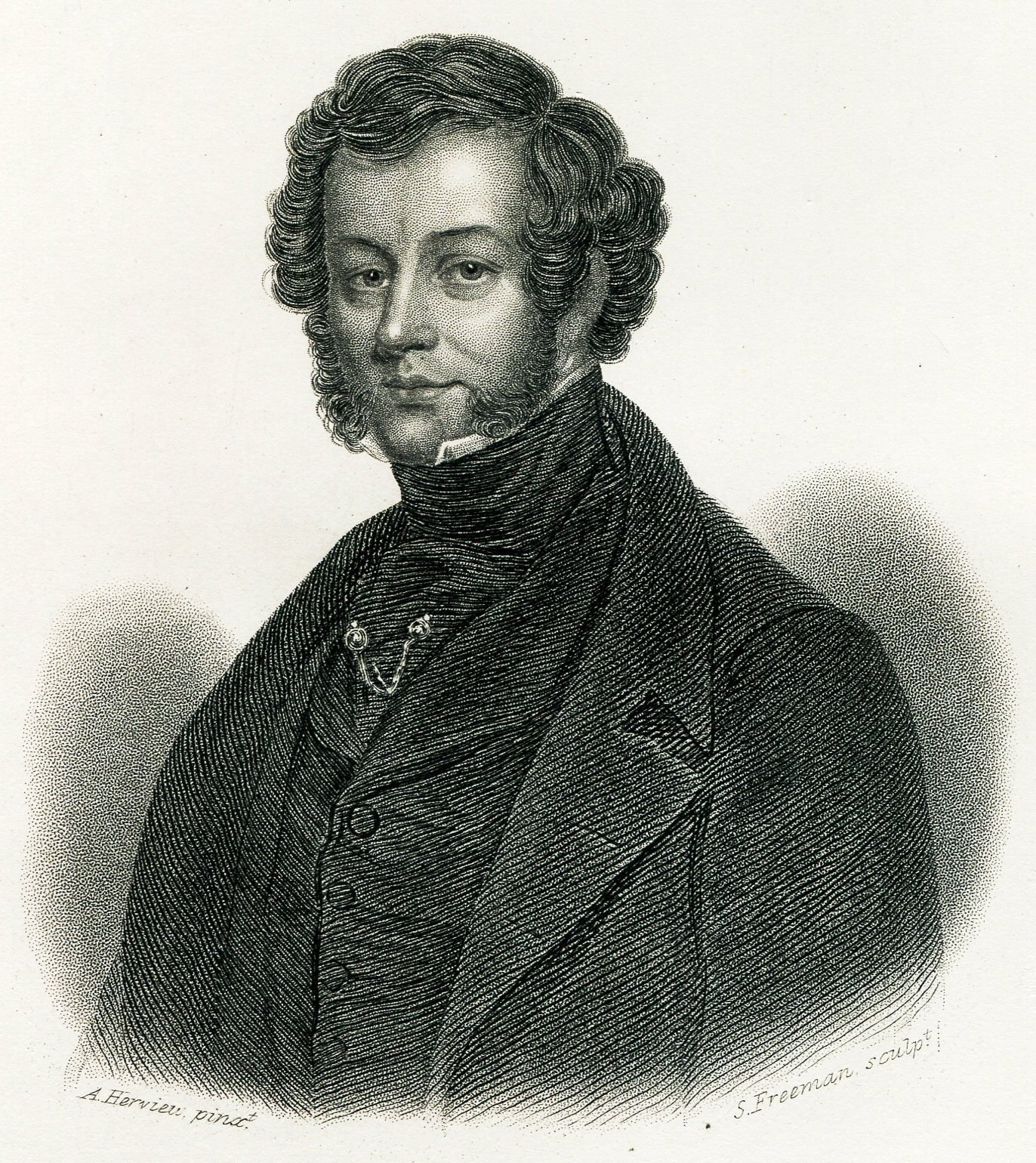
Gravure au pointillé par Samuel Freeman (en) d'après Hervieu de Charles Elmé Francatelli, probablement en 1846, servant de frontispice à The Modern Cook de Francatelli.